# Бабаков, Иван Михайлович
Иван Михайлович Бабако́в (6 (18) октября 1890, с. Алексеевка Корочанского уезда Курской губернии Российская империя (ныне Корочанского района Белгородской области) — 11 марта 1974, Харьков) — советский математик, специалист в области механики. Педагог, профессор (1923). Заслуженный деятель науки УССР (1961).

## Биография
Сын священника. После окончания в 1916 году Императорского Харьковского университета, c 1917 года преподавал теоретическую механику на Высших женских курсах, в Харьковском технологическом институте (ныне Харьковский политехнический институт). Проводил практические упражнения по механике.
Был первым деканом рабочего факультета при ХТИ (1921—1924), одновременно до 1929 года преподавал алгебру и арифметику.
Уполномоченный от ХТИ по академическому пайку, помощник заведующего продовольственной частью (1920), член факультетской комиссии ХТИ (1921). Заведующий 4-й профшколой при ХТИ (с 1922).
Профессор (1923), заведующий кафедрой теоретической механики (1923—1929). Читал курсы лекций по прикладной математике, теоретической механике, устойчивости равновесия и движений. С 1927 года также преподавал курс земледельческой механики.
Член Комиссии ХТИ по разработке программы по НОТ (1924). Председатель Центральной апелляционной комиссии при ХТИ (с 1925). Проректор по учебной части ХТИ (1925—1929). Помощник директора ХПИ по учебной части (1930). Член Харьковского математического общества (с 1916 г). Действительный член научно-исследовательской кафедры прикладной математики (1923—1929).
Участник Всероссийского съезда факультетов в Москве (1923), Всероссийского съезда математиков в Москве (1927). В апреле 1930 года, после реорганизации Харьковского технологического института, распределён в Харьковский машиностроительный институт.
Проректор по учебной части Харьковского механико-машиностроительного института (1936). Член Учёного совета Харьковского политехнического института.
С 1941 года — профессор, заведующий кафедрой физики и теоретической механики Казахского горно-металлургического института (Алма-Ата).
В 1950—1962 гг. работал заведующим кафедрой механики Харьковского механико-машиностроительного института, Харьковского политехнического института.

## Научная деятельность
Научные исследования профессора Бабакова посвящены теоретической механике и теории колебаний деформированных систем.

## Избранные труды
- Астатическое и статическое учение об устойчивости равновесия. Харьков, 1916;
- Кинематика. Харьков, 1921;
- Статика. Харьков, 1921;
- Аналитическая механика. Харьков, 1921;
- Крутильное колебание. Харьков, 1933;
- К определению погрешности приближенного расчёта основной частоты малых колебаний // ВИТ. 1939. № 9;
- К расчету высших частот крутильных колебаний приведенного вала // ЖПММ. 1941. Т. 5, № 1.
- Теория колебания. Москва, 2004. — 4-е изд., испр. (Классики отечественной науки).

Автор учебника «Теория колебаний» (Москва, 1958), трижды переиздававшегося в СССР и переведенного за рубежом (Китай, Япония).

## Награды
- орден Ленина,
- орден Трудового Красного Знамени
- орден "Знак Почёта"
- Заслуженный деятель науки Украинской ССР (1961)